# Philinna
Philinna (en grec ancien Φίλιννα / Philinna) est une épouse de Philippe II, roi de Macédoine, et la mère de Philippe III Arrhidée, le demi-frère et successeur d'Alexandre le Grand.

## Biographie
Originaire de Larissa en Thessalie, elle épouse Philippe II en 358 av. J.-C., un an avant son mariage avec Olympias. De cette union né Philippe III Arrhidée, frère aîné d'Alexandre le Grand, qui montre rapidement des signes de déficience mentale. Puisque ce mariage vise à renforcer le lien entre Philippe et ses alliés de Larissa, il semblerait qu'elle appartienne à l'aristocratie. Les allusions selon lesquelles elle serait une danseuse et une prostituée sont probablement des inventions ultérieures destinées à discréditer Philippe III et ses tuteurs.
Arrien laisse entendre qu'elle est la mère d'Amphimaque, né d'une précédente union, mais il est fort probable que la source d'Arrien (peut-être Douris de Samos) ait commis une confusion car le frère d'Amphimaque s'appelle Arrhidée.

## Sources antiques
- Arrien, Succession d'Alexandre le Grand.